# Мейергейм, Роберт
Роберт Густав Мейергейм (нем. Robert Gustav Meyerheim ; 1846, Данциг, провинция Пруссия — 1920, Хоршам, Западный Суссекс) — немецкий, затем британский художник-жанрист, пейзажист, портретный миниатюрист.

## Биография
Родился в 1846 (по другим данным, в 1847 году) году в Данциге. Выходец из художественной династии: сын художника Германа Мейергейма, племянник Фридриха Эдуарда (1808—1879) и Вильгельма Александра (1815—1882), двоюродный брат Франца Эдуарда (1838—1880) и Пауля Фридриха (1842—1915) и Пауля Вильгельма Мейергеймов (1848—1900).
В 1865 году получил стипендию на обучение живописи от данцигских меценатов и в следующем 1866 году отправился в Карлсруэ, где поступил в Художественную школу великого герцога Баденского, в которой вплоть до 1867 года учился у Ганса Фредрика Гуде. Затем, с 1868 по 1870 год, учился в Дюссельдорфской академии художеств в мастерской пейзажиста Освальда Ахенбаха.
После окончания академии, некоторое время жил в Дюссельдорфе, где имел мастерскую и собственных учеников. Не позднее 1876 года эмигрировал в Великобританию и поселился в Лондоне. Писал пейзажи, жанровые сцены, портретные миниатюры и городские виды.
Выйдя на пенсию, поселился в Хоршаме, Западный Сассекс, где скончался в 1920 году.

## Галерея
- Улица в Данциге
- Пастораль
- Рыбалка
- Коровница